# Unseen Forces
Unseen Forces (Forças Invisíveis, em livre tradução) é o título de um filme mudo estadunidense de 1920.

## Sinopse
Miriam Holt vive com seu pai numa pequena pousada que é frequentada por ricos caçadores e ali ela conhece Clyde Brunton; os dois jovens logo ficam atraídos um pelo outro, mas se separam com o fim da temporada.
Anos depois Clyde retorna, na esperança de reencontrar sua amada e com ela se casar mas, erroneamente, acredita que ela esteja interessada em outro; ele, assim, se casa com Winifred, numa relação que o deixa infeliz.
Miriam durante isso acaba se tornando uma famosa vidente, usando seus poderes psíquicos em benefício de todos; graças a seus poderes ela descobre que um dos seus pretendentes, Arnold Crane, havia prejudicado uma mulher e ele promete-lhe que irá se redimir.
Apesar de ser tratada como uma fraude pelo pai de Clyde e por sua esposa Winifred, Miriam intui que foi ela a mulher prejudicada por Arnold, e demonstra a todos sua pureza de caráter; Winifred então lhe retribui o bem feito e o fim da relação infeliz de Clyde abre caminho para que o casal encontre a felicidade.

## Elenco
- Sylvia Breamer, como Miriam Holt
- Conrad Nagel, como Clyde Brunton
- Rosemary Theby, como Winifred
- Robert Cain, como Arnold Crane
- Sam De Grasse, como Capitão Stanley
- Edward Martindel, como Robert Brunton
- Harry Garrity, como Peter Holt
- James O. Barrows, como Joe Simmons
- Aggie Herring, como Mrs. Leslie
- Andrew Arbuckle, como Mr. Leslie
- Albert Cody, como Henry Leslie
- Fred Warren
- May Giraci